# Ménil-de-Senones
Ménil-de-Senones ist eine auf 560 Metern über Meereshöhe gelegene Gemeinde im französischen Département Vosges in der Region Grand Est (bis 2015 Lothringen). Sie gehört zum Kanton Raon-l’Étape im Arrondissement Saint-Dié-des-Vosges. Sie grenzt im Nordwesten an Senones, im Norden an Vieux-Moulin, im Nordosten an Le Puid (Berührungspunkt), im Osten an Châtas, im Süden an Ban-de-Sapt und im Südwesten an Moyenmoutier.

## Bevölkerungsentwicklung
| Jahr      | 1962 | 1968 | 1975 | 1982 | 1990 | 1999 | 2008 | 2014 |
| --------- | ---- | ---- | ---- | ---- | ---- | ---- | ---- | ---- |
| Einwohner | 157  | 149  | 125  | 125  | 105  | 124  | 139  | 144  |